# Остроух, Юрий Мечиславович
Ю́рий Мечиславович Остроу́х (бел. Юрый Астравух; род. 21 января 1988, Ли́да, Гродненская область) — белорусский футболист, защитник. Мастер спорта Республики Беларусь международного класса.

## Карьера

### Клубная
Воспитанник лидской ДЮСШ. Первые тренеры — Олег Р. Урусов, Иван Прохоров.
Выступал в местном клубе «Лида» в сезоне-2005. В 2006 году был принят в академию БАТЭ, где первый сезон играл за дубль. В 2007 году в составе БАТЭ провёл 8 игр в рамках чемпионата Беларуси. Следующие три сезона играл на правах аренды в разных клубах. В 2011 году трансферные права на футболиста были переданы клубу «Ведрич-97».
В 2012 году перешёл в клуб «Минск» и вскоре закрепился в основе на позиции левого защитника. В сезоне 2013 чередовался c Милошем Рничем, иногда использовался в качестве левого полузащитника. В декабре 2014 года стало известно, что Остроух останется в «Минске» на следующий сезон. Сезон 2015 начал основным левым защитником, позднее нередко выходил и в полузащите.
14 декабря 2015 стало известно о заключении контракта с минским «Динамо». В составе динамовцев сначала играл в основе (на позиции левого защитника или полузащитника), с августа стал редко появляться на поле. В декабре 2016 года продлил контракт с клубом. В сезоне 2017 выходил в стартовом составе, только в конце сезона потерял место в основе. В декабре подписал новый контракт с «Динамо».
В августе 2018 на правах свободного агента вернулся в «Минск», где стал игроком стартового состава. В январе 2019 года продлил соглашение с горожанами. В сезоне 2019 не играл из-за травм, в 2020 году вернул место в основе. В сезоне 2021 был капитаном команды, однако появлялся на поле нерегулярно, нередко оставался на скамейке запасных или вне состава. В декабре по окончании контракта покинул столичный клуб.
В феврале 2022 года футбольный клуб «Слуцк» объявил о подписании контракта с игроком. В феврале 2023 года футболист продлил контракт с клубом ещё на сезон. В марте 2023 года футболист покинул клуб из-за запрета на выступления в Высшей Лиге.

### В сборной
Был заявлен за молодёжную сборную Беларуси на чемпионате Европы 2011 в Дании, однако ни разу не вышел на поле.

## Достижения
- Чемпион Беларуси: 2007
- Обладатель Кубка Беларуси (2): 2006, 2013
- Бронзовый призёр молодёжного чемпионата Европы: 2011